# Aiguille des Grands Charmoz
A Aiguille des Grands Charmoz é um dos cumes do grupo conhecido pelas Aiguilles de Chamonix no  Maciço do Monte Branco, Alpes Franceses, e que culmina a 3445 m de altitude. Tem como característica um tergo conhecido como Carrée e Bâton Wicks.
Tanto a Aiguille des Grands Charmoz como a Aiguille des Petits Charmoz se encontram citados nos n.º 9 e 32 das 100 mais belas corridas de montanha.

## Ascensões
A primeira ascensão foi feito, a 9 de agosto de 1885, por H. Dunod e P. Vignon com os guias J. Desailloux, F. Folliguet e G. Simond, pelo Corredor Charmoz-Grépon (PD), que é hoje a via normal de descida, por ser mais fácil do que a subida que geralmente é feita pelo vertente sudoeste e a aresta nordeste (AD+). Esta foi subida a 15 de julho de 1880 por Albert F. Mummery com Alexander Burgener e Benedikt Venetz, que pararam antes do cimo a 3435 m. A continuação lógica é a Aiguille du Grépon pela transversal Charmoz-Grépon (D), que é um dos grandes clássicos rochosos do Maciço do Monte Branco.
A primeira transversal foi realizada por Laurent Croux em 1904, e a primeira ascensão da face norte via Aiguille de la République e a transversal das arestas dos Grands Charmoz foi feita por Raymond Leininger com G. Bicavelle em 1946.